# 醫療衛生提供者
醫療衛生提供者（英語：Health care provider）指的是從事醫療衛生工作（包括診斷，和治療（利用藥品、手術、和醫療器械）的醫事人員個人，或者是醫療機構。提供者通常從醫療保險機構取得報酬。美國衛生及公共服務部對提供者的定義是"個人或機構，因為提供常規的醫療衛生服務，得以開立帳單，並獲取報酬。"

## 個人提供者
包含有：
- 醫生，從事醫學的專業人員
- 中級執業醫師（英语：Mid-level practitioner）（英文名稱可寫為Mid-level 、practice provider、或是non-physician practitioner），是受過訓練，持有證照，有明確執業範圍的醫療衛生工作者。在美國，這類人員包括有助理醫生（英语：physician assistant）、執業護士、麻醉護理師（英语：nurse anesthetist）、臨床護理專家（英语：Clinical nurse specialist）、和認證護理助產師（英语：Certified Nurse-Midwife）。雖稱為中級執業醫師，但通常他們擁有碩士學位，或是其他醫療衛生的專門學位。[2]
- 專職醫療人員（英语：Allied health professional），屬於提供醫療衛生服務，但不是醫生/護理人員的醫事人員[3]，例如物理治療師、醫事放射師、緊急醫療技術員、接生員、職能治療師、驗光師、營養師等。
- 醫療衛生專業人員，任何其他非上述的提供醫療衛生服務的人員

## 機構提供者
包括有：
- 醫院網絡（英语：Hospital network），一個包含多家醫院和診所的組織，提供全面的醫療衛生服務[4]
- 醫療系統，一個向民眾群體提供醫療衛生服務的組織
- 醫生合作組織（英语：Group medical practice in the United States），在美國，由醫師組成的合作伙伴關係，共享資源[5]
- 醫院，為高需求的患者提供急診、加護病房、和其他醫療服務的機構
- 診所，在醫生辦公室內，提供非緊急醫療衛生服務的機構